# Rogavčina
Rogavčina (cyr. Рогавчина) – wieś w Serbii, w okręgu rasińskim, w gminie Aleksandrovac. W 2011 roku liczyła 117 mieszkańców.